# ラッシュ (イギリスのバンド)
ラッシュ (Lush)は、イギリス・ロンドン出身のロックバンド。1987年結成。フィードバック・ノイズを用いたシューゲイザー的なサウンドと、ファルセットを多用したボーカルが特徴である。

## 来歴
イングランドのクイーンズカレッジで、14歳だったハンガリー人と日本人のハーフであるミキ・ベレーニと、エマ・アンダーソンが知り合う。
1988年にロンドンのPolytechnic Universityで英文学を勉強していたミキは、そこでクリス・アクランドとスティーヴ・リッポン、メリエル・バーハムと知り合い、エマと一緒に「The Baby Machines」というバンドを結成する。
エマの友人であるケヴィン・ピカリング (Kevin Pickering)がバンドを「ラッシュ (Lush)」と命名する。1988年の3月に最初のライブを行い、プレスから好意的な評価を受けた。しかし、当時ボーカルだったメリエルが脱退してペイル・セインツに加入したため、代わりにミキがボーカルを取ることになる。
1989年に4ADと契約して、ジョン・フライアー (John Fryer)のプロデュースで6曲入りミニアルバム『Scar』をリリースする。翌1990年、コクトー・ツインズのロビン・ガスリーによるプロデュースでシングル「Mad Love」をリリースし、続けてティム・フリーズ・グリーンのプロデュースで「Sweetness and Light」をリリースする。また、これまでの3つのリリースの曲をまとめた編集盤『ガラ』がアメリカでリリースされる。このタイトルは、画家のサルバドール・ダリの妻ガラ・エリュアールの名前から取っている。
1991年にはライドと共にアメリカ・ツアーを行う。同年末にスティーヴが小説を書くことに専念するために脱退し、代わりに元『NME』誌の記者であるフィル・キングが加入する。1992年、ロビン・ガスリーのプロデュースでファースト・アルバム『スプーキー』をリリースし、全英アルバムチャートで7位に入るヒットとなる。
1994年、マイク・ヘッジ (Mike Hedges)のプロデュースとアラン・モウルダーのミックスによるセカンド・アルバム『スプリット』をリリース。また、同時に『Hypocrite』と『Desire Lines』の2枚のEPをリリースする。
1996年、最後のアルバムとなる『ラヴライフ』をリリースする。シューゲイザー的なサウンドは薄れ、パルプのフロントマンであるジャーヴィス・コッカーが参加するなど、当時流行していたブリットポップの影響を受けた作風に変化し、全英アルバムチャートで8位に入っている。
同年10月、クリスが実家で首を吊って自殺。残されたメンバーは長い間悲嘆に暮れ、翌1997年2月に解散（公式に解散が宣言されたのは翌年2月）。
解散後、ミキは、レンタルズのアルバム『セヴン・モア・ミニッツ』や、コクトー・ツインズのサポートメンバーだったタテ・ミツヲのソロユニットFlat7の『Lost in Blue』にゲストとして参加している。エマは、リサ・オニール (Lisa O'Neil)とSing-Singを結成する。フィルは、ジーザス&メリーチェインに参加している。
2015年、20年ぶりに再結成を発表。翌年5月6日にロンドンのラウンドハウスにて、再結成後初ライブを行った。ドラマーには元エラスティカのジャスティン・ウェルチが参加した。10月18日にベースのフィル・キングが抜け、モダン・イングリッシュのマイケル・コンロイのベース演奏による最終ライブを11月25日にマンチェスター・アカデミーで行った。

## メンバー

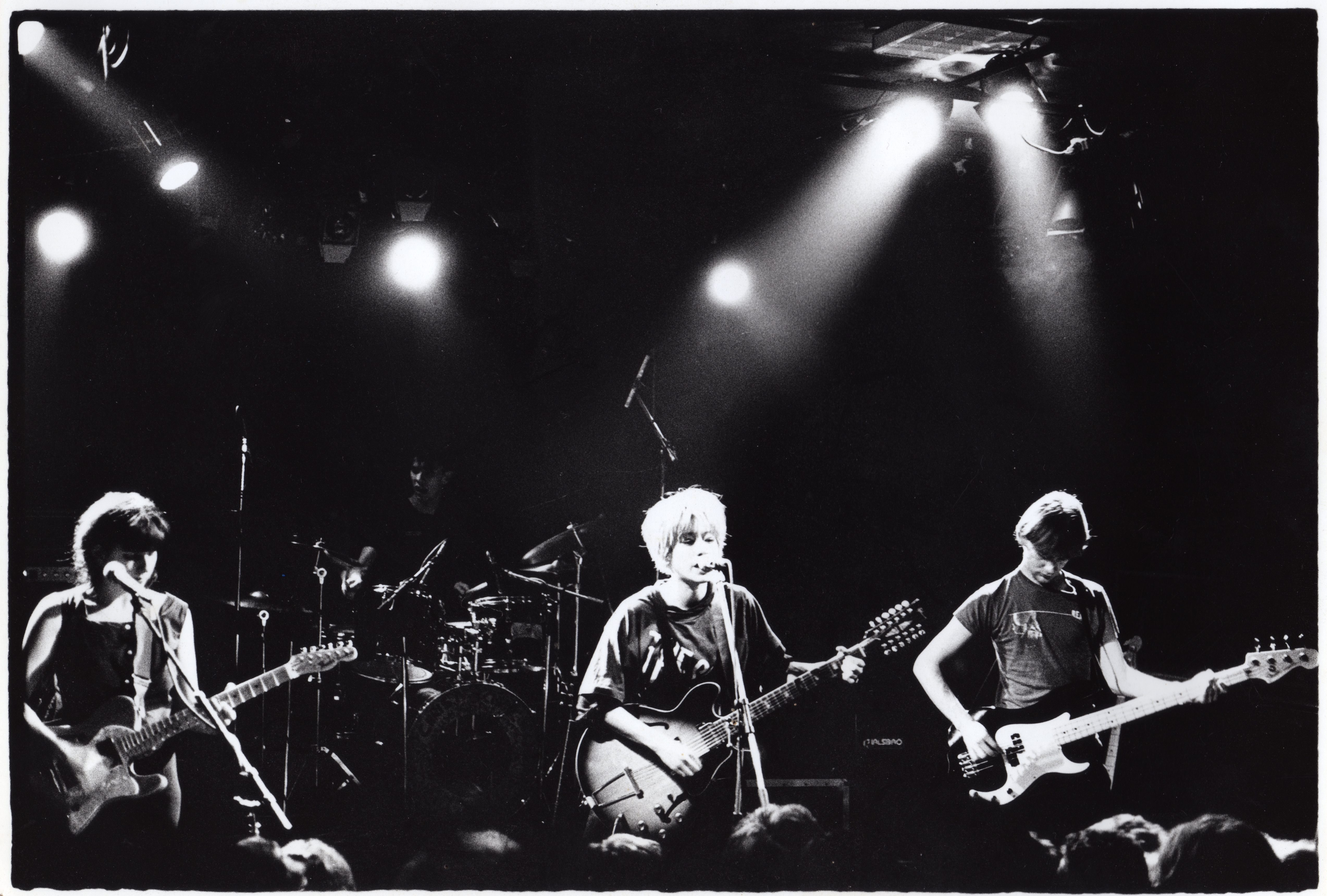
レンヌにて（1990年4月）

- ミキ・ベレーニ (Miki Berenyi、1967年3月18日生まれ) - ボーカル、ギター (1987年–1996年、2015年–2016年)

日本人とハンガリー人のハーフである。
- エマ・アンダーソン (Emma Anderson、1967年6月10日生まれ) - ボーカル、ギター (1987年–1996年、2015年–2016年)
- フィル・キング (Phil King) - ベース (1992年–1996年、2015年–2016年)
- クリス・アクランド (Chris Acland) - ドラム (1987年–1996年) ※1996年死去
- メリエル・バーハム (Meriel Barham) - ボーカル、ギター (1987年–1988年)
- スティーヴ・リッポン (Steve Rippon) - ベース (1987年–1992年)
- ジャスティン・ウェルチ (Justin Welch) - ドラム (2015年–2016年)

## ディスコグラフィ

### スタジオ・アルバム
- 『スプーキー』 - Spooky (1992年)
- 『スプリット』 - Split (1994年)
- 『ラヴライフ』 - Lovelife (1996年)

### コンピレーション・アルバム
- 『ガラ』 - Gala (1990年)
- 『クッキー』 - Cookie (1994年)
- 『トポリーノ』 - Topolino (1997年)
- 『チャオ! - ベスト・オブ・ラッシュ』 - Ciao! The Best of Lush (2001年)
- Chorus (2015年)
- Origami (2016年)

### シングル、EP
- Scar EP (1989年)
- Mad Love EP (1990年)
- Sweetness and Light (1990年)
- De-Luxe (1991年)
- Nothing Natural (1991年)
- For Love EP (1992年)
- 「スーパーブラスト」 - Superblast (1992年)
- Nothing Natural (1992年)
- Hypocrite (1994年)
- Desire Lines (1994年)
- Single Girl (1996年)
- Ladykillers (1996年)
- 500 (Shake Baby Shake) (1996年)
- Blind Spot (2016年)